# Бонд, Оливер
Оливер Бонд (англ. Oliver Bond, 1760—1798) — ирландский революционер, один из руководителей революционного союза «Соединенных ирландцев» (или общество объединённых ирландцев, оригинальное название Общество объединённых ирландцев) конца XVIII века, поставившего себе задачей отторжение Ирландии от Англии при помощи французов.
В ноябре 1792 г. ведущие деятели дублинского общества «Объединенные ирландцы» Неппер Танди, Оливер Бонд и другие решили создать в столице три батальона волонтеров-гвардейцев.
Арестованный за опубликование противоправительственной резолюции, был заключен на 6 месяцев в тюрьму (1793).
В 1798 году стал одним из пяти членов созданного единого исполнительного органа — Главной директории.
12 марта 1798 года благодаря измене одного из заговорщиков в доме Бонда было схвачено 15 членов ленстерского руководства, а также он сам.
В сентябре 1798 года умер в заключении в тюрьме Килмэнхем.